# Eva-Lena Jansson
Christina Eva-Lena Jansson, född 29 augusti 1963 i Karlskoga, är en svensk politiker (socialdemokrat). Hon var riksdagsledamot 2006–2018 och 2021–2022, invald för Örebro läns valkrets.

## Biografi
Eva-Lena Jansson har arbetat som brevbärare och suttit i fackförbundet SEKOs förbundsstyrelse som företrädare för de postanställda.

### Riksdagsledamot
Jansson var ordinarie riksdagsledamot 2006–2018 och tjänstgjorde återigen som riksdagsledamot mellan september 2021 och september 2022, denna gång som statsrådsersättare för Matilda Ernkrans. Hon var ledamot i socialförsäkringsutskottet 2010–2014 och arbetsmarknadsutskottet 2014–2018. Hon har även varit suppleant i EU-nämnden, försvarsutskottet, näringsutskottet, skatteutskottet, trafikutskottet och Europarådets svenska delegation.
Som riksdagsledamot har Jansson varit Socialdemokraternas talesperson för frågor rörande immaterialrätt.